# Marcel Hassemeier
Marcel Hassemeier (* 11. Januar 1990 in Oelde) ist ein ehemaliger deutscher Rettungssportler.
Er war der erfolgreichste Athlet der World Games 2013 und wurde per Online-Voting zum „Athlete of the Year“ der Spiele gewählt.
Hassemeier wurde, wie alle deutschen Goldmedaillengewinner der World Games 2013, am 25. Oktober 2013 von Bundespräsident Joachim Gauck mit dem Silbernen Lorbeerblatt ausgezeichnet.
Marcel Hassemeier schwamm für die DLRG Schwerte und war A-Kaderathlet des Deutschen Bundeskaders Rettungssport. Im Jahr 2014 beendete er seine sportliche Karriere auf Grund einer Handverletzung.

## Erfolge
- Weltmeister (Lifesaver) und Vizeweltmeister (Superlifesaver) 2010[4]
- Zweifacher Europameister mit Weltrekord 2011
- Träger des Silbernen Lorbeerblattes (2012 und 2013)
- Zweifacher World-Games-Sieger und zweifacher Weltrekordhalter 2013
- Europameister (Lifesaver) 2013
- Zweifacher Weltmeister (Lifesaver und Superlifesaver) sowie Vizeweltmeister (Retten mit Flossen) 2014